# Thalia (Paramaribo)
Thalia is een Surinaams toneelgenootschap en theater aan de Dr. J.F. Nassylaan in Paramaribo. Het genootschap werd op 27 april 1837  opgericht. Daarmee is het het oudste toneelgenootschap van de Caraïben. Sjabloon:Citation needed In december 1837 werd voor 846 gulden het terrein tussen de Gravenstraat en de Dr. J.F. Nassylaan 4 (toen nog Wagenwegstraat genoemd) gekocht en op 9 juni 1838 werd door voorzitter N. G. Vlier de eerste steen gelegd voor het eigen theater. 

## Geschiedenis
De stadsarchitect van Paramaribo, Johan August Voigt, die ook het torentje aan het Gouvernementsplein ontwierp, maakte het ontwerp voor de nieuwe schouwburg. De werklui, onder wie scheepstimmerlieden, waren begin 1840 gereed. De zaal bood toen plaats aan 700 personen. 
Op 20 januari 1840 ging de allereerste Thalia-voorstelling in première, met op het programma twee toneelstukken: 'De Oost-Indiëvaarder' van C. Arresto en 'Het kamertje van het waschmeisje'. De voorstellingen die in de jaren daarop volgden waren gebaseerd op succesvolle toneelstukken uit Europa. De repertoirekeuze was voornamelijk klassiek en weinig vernieuwend, het publiek wit of lichtgekleurd. Kinderen en slaven waren niet welkom.
In de periode 1853-1880 benadeelden de stijgende onderhoudskosten van het theater de artistieke prestaties van de toneelgroep. Aan het eind van de 19e eeuw leidden fricties over de te volgen koers tot een 'tooneelstrijd', waarbij bestuursleden met elkaar op de vuist gingen. Door gebrek aan financiële middelen zag het bestuur zich genoodzaakt het theater in gebruik te geven aan andere toneelgezelschappen. Het gebouw was in trek vanwege zijn uitzonderlijk grote achtertoneel en ruime bezoekerscapaciteit. 
Het theater werd ook gebruikt als bioscoop. Een van de eerste filmvoorstellingen van Suriname vond plaats in het Thalia Theater. Vanaf 1911 werden er regelmatig films vertoond in wat de 'Hollandsch-Amerikaansche Bioscoop' ging heten. Begin jaren '20 kwam daar een katholieke bioscoopexploitatie voor in de plaats genaamd de 'Leliebioscoop', maar die was na een paar jaar uitgedraaid en een aantal jaren was er geen filmexploitatie meer in Thalia totdat in 1935 daar de Royal bioscoop opende en nog decennialang films draaide  in het theater, waaronder zowel Amerikaanse als ook Indiase films.
Het toneelgenootschap Thalia zou in de hele 20e eeuw een constante factor blijven, zij het toch nooit meer in die mate als het het Surinaamse toneelleven in de 19e eeuw beheerst had. Na 1950 dekoloniseerde Thalia. De samenstelling van het publiek werd steeds breder en het repertoire Surinaamser. Een bijzondere opvoering was in 1956, ‘Watra Mama’, een bewerking in het Surinaams-Nederlands door Albert Helman van een Engelstalig stuk. Vanaf 1972 trad het Doe-theater van Thea Doelwijt en Henk Tjon regelmatig op. 
Vervolgens raakte het toneelgebouw zo in verval dat men overwoog het af te breken. Het duurde vijftien jaar voordat er weer met regelmaat gespeeld kon worden en de laatste decennia van de eeuw werd het genootschap vooral een beheersstructuur waarbinnen ad-hocproducties tot stand kwamen.
In 2011 werd het gebouw van Thalia ten slotte gerenoveerd en aan de eisen van destijds aangepast. Er werd een nieuw dak geplaatst op de grote zaal en de kleedkamers van het theater. Het huidige gebouw biedt plaats aan 500 bezoekers: de theaterzaal beschikt over 360 stoelen, het balkon heeft 140 zitplaatsen. 
Toneelgenootschap Thalia vierde op 27 april 2012 zijn 175-jarig bestaan met de opera fatu DORO van de Surinaamse theatermaakster Alida Neslo.
Thalia ging in 2019 meerdere maanden dicht vanwege een renovatie die werd ondersteund uit de opbrengst van een benefietconcert in de Anthony Nesty Sporthal.
In 2024 verscheen een geïllustreerd boek over de geschiedenis van Thalia, uitgegeven door het toneelgezelschap en samengesteld door Ineke Bendter-Adams.

## Galerij

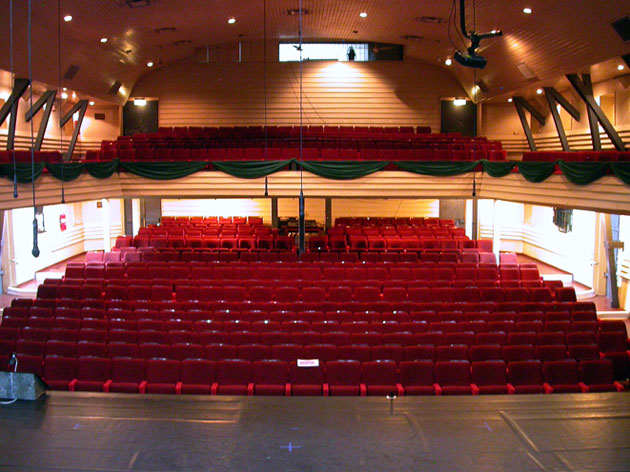
Blik op de zaal vanaf het podium
- Technische lijst van theater Thalia
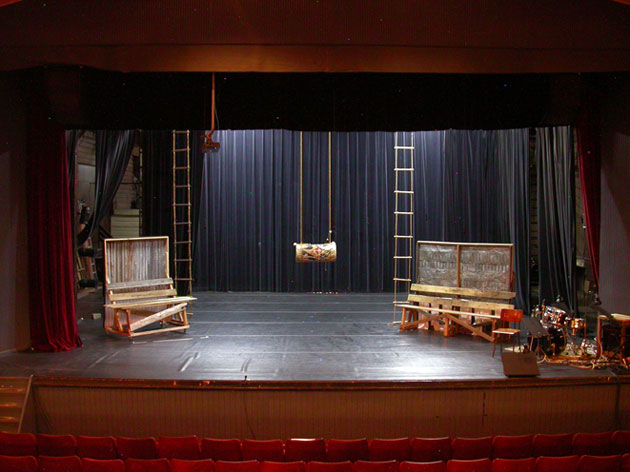
Blik op het podium vanaf het balkon
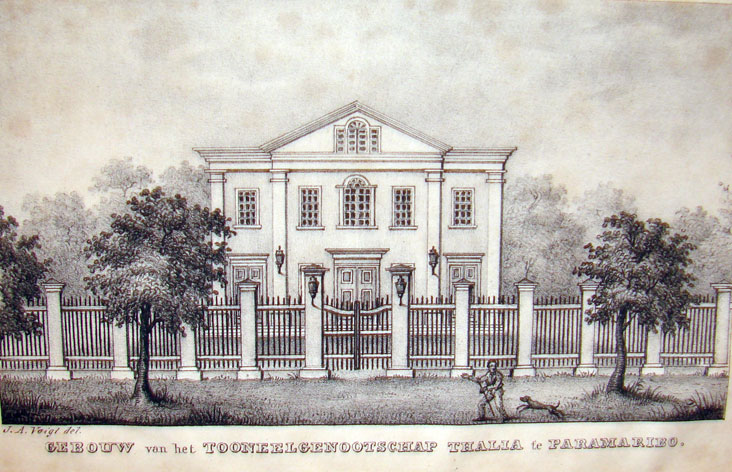
Het gebouw van toneelgenootschap Thalia rond 1850